# Squatina albipunctata
Squatina albipunctata  — акула з роду Акула-ангел родини Акулоангелові. Інші назви «східний морський янгол», «білоплямиста акула-янгол».

## Опис
Загальна довжина досягає 1,3 м. Голова широка. Морда дуже коротка, округла. Очі маленькі, розташовані на верхній стороні голови. Міжочний простір увігнутий. Біля очей присутні великі шипи з округлою основою. За очима розташовані великі бризкальця, які більше діаметра ока. Носові вусики сильно бахромисті. Рот широкий, міститься у передній частині морди. Зуби дрібні, гострі, розташовані у декілька рядків. У неї 5 пар зябрових щілин. Тулуб сильно сплощений. Осьовий скелет складається з 134–139 хребців. Грудні плавці дуже широкі та м'ясисті. Черевні плавці подовжені Анальний плавець відсутній. Хвостовий плавець невеличкий, нижня лопать довша за верхню.
Забарвлення жовто-коричневе або шоколадно-коричневе з симетричними плямами білого кольору, які мають темну облямівку. між ними присутні великі коричневі плями. З боків голови є білі плями овальної форми.

## Спосіб життя
Тримається на глибинах від 37 до 415 м, на континентальному шельфі і верхньому схилі. Воліє до піщаних або мулисто-піщаних ґрунтів, куди заривається, чатуючи на здобич. Більш активна вночі. Живиться дрібною костистою рибою, ракоподібними, молюсками.
Статева зрілість у самців настає при розмірі 91 см, самиць — 1,07 м. Це яйцеживородна акула. Самиця народжує від 10 до 20 акуленят завдовжки 27-30 см.

## Розповсюдження
Мешкає уздовж східного узбережжя Австралії. Звідси походить одна з назв цієї акули.